# Fox Hall (Westmore, Vermont)
Fox Hall é uma casa histórica de veraneio localizada em Westmore, Vermont. Construída por volta de 1900 pelo então prefeito de Yonkers, Nova York, foi a primeira grande propriedade de resort de verão erguida nessa cidade remota às margens do Lago Willoughby. Arquitetonicamente, apresenta uma combinação distinta dos estilos Colonial Revival e Shingle, sendo este último particularmente incomum no norte de Vermont. A casa, junto com uma casa de gelo da mesma época, foi incluída no Registro Nacional de Lugares Históricos em 1984.

## Descrição e história
A Fox Hall está situada com vista para a parte norte do Lago Willoughby, em um terraço acima da margem oeste. O acesso é feito pela Fox Lane, uma estrada particular que se estende para leste a partir da Peene Hill Road, ao sul da Vermont Route 16. A casa é uma estrutura de madeira de dois pavimentos e meio, com telhado gambrel lateral e revestimento externo de tábuas horizontais (clapboard). A fachada frontal, voltada para o lago, é marcada por uma ampla mansarda gambrel central em forma de cruz e por projeções circulares laterais encimadas por telhados em forma de sino. Um alpendre se estende por toda a largura dessa fachada, mas é coberto apenas na seção central sob a mansarda, por um telhado de uma água. O interior preserva a marcenaria original, em sua maioria de estilo e escala modestos; os elementos mais ornamentados se encontram na escadaria principal.
A cidade de Westmore era relativamente remota e quase inacessível até 1852, quando foi construída a estrada ao longo da costa leste do Lago Willoughby (atualmente a Vermont Route 5A). Isso levou a um aumento da população e, eventualmente, também atraiu turistas para a região. Em 1883, a cidade já contava com um hotel no centro, na margem leste do lago. John e Ava Peene (ele era o prefeito de Yonkers, Nova York) começaram a adquirir terras na margem noroeste do lago em 1899, e a casa provavelmente foi concluída no ano seguinte. Ava Peene vendeu a propriedade após a morte do marido, em 1919, para um vigarista que nunca efetuou o pagamento. Ele tentou operar um acampamento de verão para crianças no local, sem sucesso. Proprietários posteriores também tentaram manter acampamentos de verão na propriedade, incluindo a organização Keewaydin, que chegou a manter brevemente um acampamento para meninas no local. O último acampamento a funcionar ali foi fechado em 1975. Desde então, a propriedade também funcionou como uma pousada. Nesse período, o antigo "refeitório" do acampamento foi transformado em um teatro improvisado, onde foram encenadas produções aclamadas de "Biloxi Blues", "The Rainmaker" e "Um Estranho no Ninho". Atualmente, a propriedade é de posse privada.